# Stanisław Potocki (zm. 1667)
Stanisław Potocki herbu Pilawa, przydomek Rewera (ur. ok. 1589, zm. 27 lutego 1667 we Lwowie) – polski hetman wielki koronny od 1654, hetman polny koronny od 1652, wojewoda krakowski od 1658, wojewoda kijowski od 1655, wojewoda podolski od 1636, wojewoda bracławski od 1631, kasztelan kamieniecki od 1628, podkomorzy podolski od 1621, starosta halicki, radomski, krasnostawski, barski, grodecki, kołomyjski, mościcki, starosta drahimski w 1660 roku, starosta latyczowski i doliński, starosta medycki w 1659 roku, starosta sokalski w 1655 roku, starosta robczycki w 1659 roku, pułkownik wojska powiatowego ziemi halickiej w 1648 i 1649 roku, rotmistrz wojska powiatowego ziemi halickiej w 1648 i 1649 roku.

## Życiorys
Syn Andrzeja, w młodości przeszedł z kalwinizmu na katolicyzm. W 1602 roku przybył na studia do Bazylei, w 1606 zapisał się na Uniwersytet w Lejdzie. W lipcu 1612 roku wraz z bratem Jerzym brał udział w ekspedycji stryja Stefana do Mołdawii. Z własną chorągwią uczestniczył w latach 1617–1618 w kampanii moskiewskiej królewicza Władysława. Poseł na sejm 1620 roku z województwa podolskiego, wybrany na deputata do odbierania kwarty w Rawie. W 1624 roku wziął udział w zwycięskiej bitwie Stanisława Koniecpolskiego z Tatarami pod Martynowem. W 1625 roku brał udział w jego działaniach przeciw Kozakom dowodząc pułkiem jazdy w walkach pod Kryłowem. Brał udział w wojnie ze Szwecją (1626–1629). Zastępując chwilowo Stanisława Koniecpolskiego poniósł klęskę pod Górznem w 1629. W 1628 mianowany kasztelanem kamienieckim, w 1631 – wojewodą bracławskim, w 1636 – wojewodą podolskim. Walczył z kozakami w czasie powstania Fedorowicza w 1630 roku.
Był elektorem Władysława IV Wazy z województwa bracławskiego w 1632 roku. W 1641 roku wyznaczony został senatorem rezydentem. W 1643 roku wyznaczony został senatorem rezydentem. Był elektorem Jana II Kazimierza w 1648 roku z województwa podolskiego
W czasie powstania Chmielnickiego, w czasie bitwy pod Zborowem przypisywano mu uratowanie króla Jana Kazimierza. Wziął udział w bitwie pod Beresteczkiem przy końcu czerwca 1651. W 1652 mianowany hetmanem polnym koronnym. Jako hetman wielki koronny od 1654) dowodził armią polską przeciwko Rosjanom i Kozakom Bohdana Chmielnickiego. Król powierzył mu buławę wielką koronną pod naciskiem Sejmu, żądającego likwidacji vacatu na tym stanowisku. Jan II Kazimierz szachował magnatów perspektywą nominacji hetmańskiej. Aby nie utracić tego atutu król mianował hetmanem wielkim Potockiego, licząc, że ze względu na podeszły wiek szybko umrze. Niespodziewanie przeżył on jeszcze 13 lat, niestety często chorując, co negatywnie odbijało się na działaniach armii koronnej. W 1655 stoczył zwycięską bitwę pod Ochmatowem z armią rosyjsko-kozacką. W tym też roku został wojewodą kijowskim. Po inwazji szwedzkiej nadal dowodził na wschodzie, nie angażując się przeciwko Szwedom. Po porażce z armią rosyjsko-kozacką pod Gródkiem Jagiellońskim zmuszony był poddać się Karolowi X Gustawowi. Jednak jako jeden z pierwszych odstąpił od Szwedów w 1656 i przystąpił do konfederacji tyszowieckiej. W kampaniach 1656-1660 nie dowodził jednak całością sił koronnych, a jedynie swoją dywizją. Dowodził prawym skrzydłem polskim w bitwie pod Warszawą w 1656. W 1657 walczył zwycięsko z Jerzym Rakoczym, biorąc udział w osaczeniu jego wojsk pod Czarnym Ostrowem. W 1660, działając wspólnie z Jerzym Lubomirskim, odniósł wielkie zwycięstwo nad armią rosyjską dowodzoną przez Wasyla Szeriemietiewa, zwyciężając ją pod Lubarem i zmuszając ją do kapitulacji pod Cudnowem. W 1661 roku otrzymał ze skarbu francuskiego 6000 liwrów. Ostatni raz bił się przeciw rokoszanom Lubomirskiego, ponosząc klęskę pod Częstochową 1665. W swej karierze wziął udział w 46 bitwach.
Został pochowany w krypcie kościoła Trójcy Świętej w Podhajcach.
Jego synami byli Andrzej Potocki i Feliks Kazimierz Potocki.
Przydomek Rewera został nadany Stanisławowi Potockiemu z powodu częstego używania przez niego łacińskich słów re vera (w rzeczy samej).
Na jego cześć jego syn, późniejszy hetman polny koronny Andrzej Potocki, nazwał założone w 1662 roku na Pokuciu miasto Stanisławów.